# Redditch
Redditch é um distrito não metropolitano com o statu de município e um povo localizado no condado de Worcestershire (Inglaterra). Tem uma área de 54,25 km². Segundo o censo de 2021, Redditch teve uma população de 86 996 habitantes e sua densidade populacional era de 1 604 habitantes/km².